# Nyctemera albida
Nyctemera albida är en fjärilsart som beskrevs av Arnold Pagenstecher 1901. Nyctemera albida ingår i släktet Nyctemera och familjen björnspinnare. Inga underarter finns listade i Catalogue of Life.